# Lijst van voetbalinterlands Kaapverdië - Luxemburg
Deze lijst van voetbalinterlands is een overzicht van alle officiële voetbalwedstrijden tussen de nationale teams van Kaapverdië en Luxemburg. De landen speelden tot op heden vier keer tegen elkaar, te beginnen met een vriendschappelijke wedstrijd op 20 november 2002 in Hesperange. De laatste ontmoeting, eveneens een vriendschappelijke wedstrijd, vond plaats in Hesperange op 28 maart 2017.

## Wedstrijden
| № | Plaats     | Datum            | Competitie        | Wedstrijd              | Uitslag |
| - | ---------- | ---------------- | ----------------- | ---------------------- | ------- |
| 1 | Hesperange | 20 november 2002 | Vriendschappelijk | Luxemburg – Kaapverdië | 0 – 0   |
| 2 | Luxemburg  | 27 mei 2008      | Vriendschappelijk | Luxemburg – Kaapverdië | 1 – 1   |
| 3 | Luxemburg  | 5 maart 2014     | Vriendschappelijk | Luxemburg – Kaapverdië | 0 – 0   |
| 4 | Hesperange | 28 maart 2017    | Vriendschappelijk | Luxemburg – Kaapverdië | 0 – 2   |

## Samenvatting
| Competitie        | Totaal gespeeld | Winst Kaapverdië | Gelijk | Winst Luxemburg | Doelsaldo Kaapverdië – Luxemburg |
| ----------------- | --------------- | ---------------- | ------ | --------------- | -------------------------------- |
| Vriendschappelijk | 4               | 1                | 3      | 0               | 3 − 1                            |
| Totaal            | 4               | 1                | 3      | 0               | 3 − 1                            |

## Details

### Eerste ontmoeting
De eerste ontmoeting tussen Kaapverdië en Luxemburg vond plaats op 20 november 2002. Het duel, gespeeld in het Stade Alphonse Theis (2.750 toeschouwers) in Hesperange, stond onder leiding van scheidsrechter Damien Leduntu uit Frankrijk. Bondscoach Allan Simonsen liet twee spelers debuteren in het Luxemburgse team: verdediger Ben Federspiel (Etzella Ettelbruck) en middenvelder Grégory Molitor (Avenir Beggen). Het was voor Kaapverdië het eerste officiële duel tegen een niet-Afrikaans team.
| Vriendschappelijk (Hesperange, Luxemburg, 20 november 2002): |              | |
| Luxemburg | 0 – 0        | Kaapverdië |
| | goals        | |
| Allan Simonsen | bondscoach   | ?? |
| Alija Besic Claude Reiter Ben Federspiel Eric Hoffmann Manou Schauls Grégory Molitor 77' Manuel Cardoni Alphonse Leweck 60' Sébastien Rémy Gordon Braun Daniel Huss 61' | opstellingen | José Rocha 75' Paulo dos Santos Jimmy Modeste Pedro Brito 86' Claudio Aguiar 38' Antônio Duarte 69' Carlos Sousa Simão Tavares Carlos Moreira Adriano Duarte Anilton Cruz |
| Marcel Christophe 60' Sascha Schneider 61' Sven di Domenico 77' | wissels      | 38' Aldino Medina 69' José Andrade 75' Matos Fonseca 86' Carlos De Pina                                                                                                   |

### Tweede ontmoeting
| Vriendschappelijk (Luxemburg, Luxemburg, 27 mei 2008): |              | |
| Luxemburg | 1 – 1        | Kaapverdië |
| Fons Leweck 77' | goals        | 83' Valter Borges |
| Guy Hellers | bondscoach   | João Carlos Pires de Deus |
| Jonathan Joubert Massimo Martino Kim Kintziger Eric Hoffmann Mario Mutsch Ben Payal 62' René Peters Gilles Bettmer Sébastien Rémy 90+3' Aurélien Joachim 54' Joël Kitenge 70' | opstellingen | Ernesto Soares Gilberto Reis 46' Ricardo Pereira 68' Toni Varela Nando Neves 68' Marco Soares 60' Eduardo Dady Gomes Emerson Gabei da Luz 80' Adriano Nene Miranda 60' Claudio Lito Aguiar 53' Vitor Toy Costa |
| Fons Leweck 54' Carlos Ferreira 62' Daniel Alves da Mota 70' Clayton de Sousa 90+3'                                                                                           | wissels      | 46' Guy Ramos 53' Cecilio Lopes 60' Silvino Soares 60' Hernani Borges 68' Valter Borges 68' Ronny Souto Amado 80' Edson Karr Cruz                                                                              |
| Eric Hoffmann 57' | gele kaarten | |
| - Debuut van Massimo Martino (Racing FC Union) voor Luxemburg. |              | |

### Derde ontmoeting
| Vriendschappelijk (Luxemburg, Luxemburg, 5 maart 2014): |              | |
| Luxemburg | 0 – 0        | Kaapverdië                                                                                                |
| | goals        | |
| Luc Holtz | bondscoach   | Felisberto Cardoso                                                                                        |
| Jonathan Joubert Tom Schnell Mathias Jänisch Eric Hoffmann 56' Maxime Chanot Ben Payal Laurent Jans Lars Gerson David Turpel 46' Aurélien Joachim Daniel Alves da Mota | opstellingen | Vozinha Nivaldo Kay Carlitos Toni Varela 72' Odaïr Fortes 60' Héldon Calu Babanco 65' Platini 78' Djaniny |
| Yannick Bastos 46' Maurice Deville 56' Anthony Moris Massimo Martino Andy May Tom Laterza Antonio Luisi                                                                | wissels      | 60' Ryan Mendes 65' Garry Rodrigues 72' Sidnei 78' Júlio Tavares Somada Stopira Gegé                      |
| | gele kaarten | ??' Kay ??' Carlitos                                                                                      |

FCF · A-internationals · Selecties · Bondscoaches · Kaapverdisch vrouwenelftal · Kaapverdië U21 · Kaapverdië U20 · Kaapverdië U19 · Kaapverdië U18 · Kaapverdië U17
1979 – 1989 · 
1990 – 1999 · 
2000 – 2009 · 
2010 – 2019 ·
2020 − 2029
1979 · 
1980 · 
1981 · 
1982 · 
1983 · 
1984 · 
1985 · 
1986 · 
1987 · 
1988 · 
1989 · 
1990 · 
1991 · 
1992 · 
1993 · 1993 · 
1995 · 
1996 · 
1997 · 
1998 · 
1999 · 
2000 · 
2001 · 
2002 · 
2003 · 
2004 · 
2005 · 
2006 · 
2007 · 
2008 · 
2009 · 
2010 · 
2011 · 
2012 · 
2013 · 
2014 · 
2015 · 
2016 · 
2017 · 
2018 ·
2019 ·
2020 ·
2021 ·
2022 ·
2023 ·
2024
Algerije ·
Andorra ·
Angola ·
Bahrein ·
Botswana ·
Burkina Faso ·
Centraal-Afrikaanse Republiek ·
Comoren ·
Congo-Brazzaville ·
Congo-Kinshasa ·
Ecuador ·
Egypte ·
Equatoriaal-Guinea ·
Ethiopië ·
Gabon ·
Gambia ·
Ghana ·
Guinee ·
Guinee-Bissau ·
Guyana ·
Kameroen ·
Kenia ·
Lesotho ·
Liberia ·
Libië ·
Liechtenstein ·
Luxemburg ·
Madagaskar ·
Mali ·
Malta ·
Marokko ·
Mauritanië ·
Mauritius ·
Mozambique ·
Niger ·
Nigeria ·
Oeganda ·
Portugal ·
Rwanda ·
Sao Tomé en Principe ·
San Marino ·
Senegal ·
Sierra Leone ·
Swaziland ·
Tanzania ·
Togo ·
Tunesië ·
Zambia ·
Zimbabwe ·
Zuid-Afrika
FLF · A-internationals · Bondscoaches · Statistieken · Luxemburgs vrouwenelftal · Luxemburg U21 · Luxemburg U19 · Luxemburg U18 · Luxemburg U17 · Luxemburg U16
1911 – 1919 ·
1920 – 1929 ·
1930 – 1939 ·
1940 – 1949 ·
1950 – 1959 ·
1960 – 1969 ·
1970 – 1979 ·
1980 – 1989 ·
1990 – 1999 ·
2000 – 2009 ·
2010 – 2019 ·
2020 − 2029
OS 1920 · 
OS 1924 · 
OS 1928 · 
OS 1936 · 
OS 1948 · 
OS 1952
1911 · 
1912 · 
1913 · 
1914 · 
1915 · 1916 · 1917 · 1918 · 1919 · 
1920 · 
1921 · 1922 · 1923 · 
1924 · 
1925 · 1926 · 
1927 · 
1928 · 
1929 · 1930 · 1931 · 1932 · 1933 · 
1934 · 
1935 · 
1936 · 
1937 · 
1938 · 
1939 · 
1940 · 
1941 · 1942 · 1943 · 1944 · 
1945 · 
1946 · 
1947 · 
1948 · 
1949 · 
1950 · 
1952 · 
1952 · 
1953 · 
1954 · 
1955 · 
1956 · 
1957 · 
1958 · 
1959 · 
1960 · 
1961 · 
1962 · 
1963 · 
1964 · 
1965 · 
1966 · 
1967 · 
1968 · 
1969 · 
1970 · 
1971 · 
1972 · 
1973 · 
1974 · 
1975 · 
1976 · 
1977 · 
1978 · 
1979 · 
1980 · 
1981 · 
1982 · 
1983 · 
1984 · 
1985 · 
1986 · 
1987 · 
1988 · 
1989 · 
1990 · 
1991 · 
1992 · 
1993 · 
1994 · 
1995 · 
1996 · 
1997 · 
1998 · 
1999 · 
2000 · 
2001 · 
2002 · 
2003 · 
2004 · 
2005 · 
2006 · 
2007 · 
2008 · 
2009 · 
2010 · 
2011 · 
2012 · 
2013 · 
2014 · 
2015 ·
2016 ·
2017 ·
2018 ·
2019 ·
2020 ·
2021
Afghanistan ·
Albanië ·
Algerije ·
Armenië ·
Azerbeidzjan ·
België ·
Bosnië en Herzegovina ·
Brazilië ·
Bulgarije ·
Canada ·
Cyprus ·
DDR ·
Denemarken ·
(West-)Duitsland ·
Egypte ·
Engeland ·
Estland ·
Faeröer ·
Finland ·
Frankrijk ·
Gambia ·
Georgië ·
Griekenland ·
Hongarije ·
Ierland ·
IJsland ·
Israël ·
Italië ·
Japan ·
Joegoslavië ·
Kaapverdië ·
Kameroen ·
Kazachstan ·
Letland ·
Liechtenstein ·
Litouwen ·
Madagaskar ·
Malta ·
Marokko ·
Mexico ·
Moldavië ·
Montenegro ·
Myanmar ·
Nederland ·
Nigeria ·
Noord-Ierland ·
Noord-Macedonië ·
Noorwegen ·
Oekraïne ·
Oostenrijk ·
Polen ·
Portugal ·
Qatar ·
Roemenië ·
Rusland ·
San Marino ·
Saoedi-Arabië ·
Schotland ·
Senegal ·
Servië ·
Servië en Montenegro ·
Slovenië ·
Slowakije ·
Sovjet-Unie ·
Spanje ·
Thailand ·
Togo ·
Tsjechië ·
Tsjecho-Slowakije ·
Turkije ·
Uruguay ·
Verenigde Staten ·
Wales ·
Wit-Rusland ·
Zuid-Korea ·
Zweden ·
Zwitserland